# Giuseppe Giustacchini
Giuseppe Giustacchini (Milano, 17 gennaio 1900 – Bologna, 9 dicembre 1974) è stato un calciatore italiano, di ruolo centrocampista.

## Carriera

### Club
Centrocampista centrale, Giustacchini iniziò nell'A.C. Stelvio, squadra di Milano, del quartiere Bovisa. Poi passò alla Società di Ginnastica Educativa Virtus di Bologna (che, a seguito di fusioni con altre compagini cambiò nome , prima in "Virtus Bolognese" nel 1920 e poi in "Virtus Bologna" nel 1922) e vi rimase fino al 1923, anno in cui passò all'Inter. Nella sua prima stagione in nerazzurro scese in campo per 22 volte; in seguito dovette saltare tutta la stagione 1924-1925 a causa di una squalifica per illecito sportivo. Rimase poi a Milano per altre tre stagioni prima di passare al Foggia, per il quale segnò in totale 8 reti, e infine all'Empoli.

### Nazionale
Giustacchini giocò la sua unica gara in maglia azzurra il 6 novembre 1921 contro la Svizzera.

## Statistiche

### Cronologia presenze e reti in Nazionale
| Cronologia completa delle presenze e delle reti in nazionale ― Italia | Cronologia completa delle presenze e delle reti in nazionale ― Italia | Cronologia completa delle presenze e delle reti in nazionale ― Italia | Cronologia completa delle presenze e delle reti in nazionale ― Italia | Cronologia completa delle presenze e delle reti in nazionale ― Italia | Cronologia completa delle presenze e delle reti in nazionale ― Italia | Cronologia completa delle presenze e delle reti in nazionale ― Italia | Cronologia completa delle presenze e delle reti in nazionale ― Italia |
| Data                                                                  | Città                                                                 | In casa                                                               | Risultato                                                             | Ospiti                                                                | Competizione                                                          | Reti                                                                  | Note                                                                  |
| --------------------------------------------------------------------- | --------------------------------------------------------------------- | --------------------------------------------------------------------- | --------------------------------------------------------------------- | --------------------------------------------------------------------- | --------------------------------------------------------------------- | --------------------------------------------------------------------- | --------------------------------------------------------------------- |
| 06/11/1921                                                            | Ginevra                                                               | Svizzera                                                              | 1 – 1                                                                 | Italia                                                                | Amichevole                                                            | -                                                                     |                                                                       |
| Totale                                                                |                                                                       | Presenze                                                              | 1                                                                     |                                                                       | Reti                                                                  | 0                                                                     |                                                                       |